# 동시
동시(童詩)는 어린이를 위한 시이다.

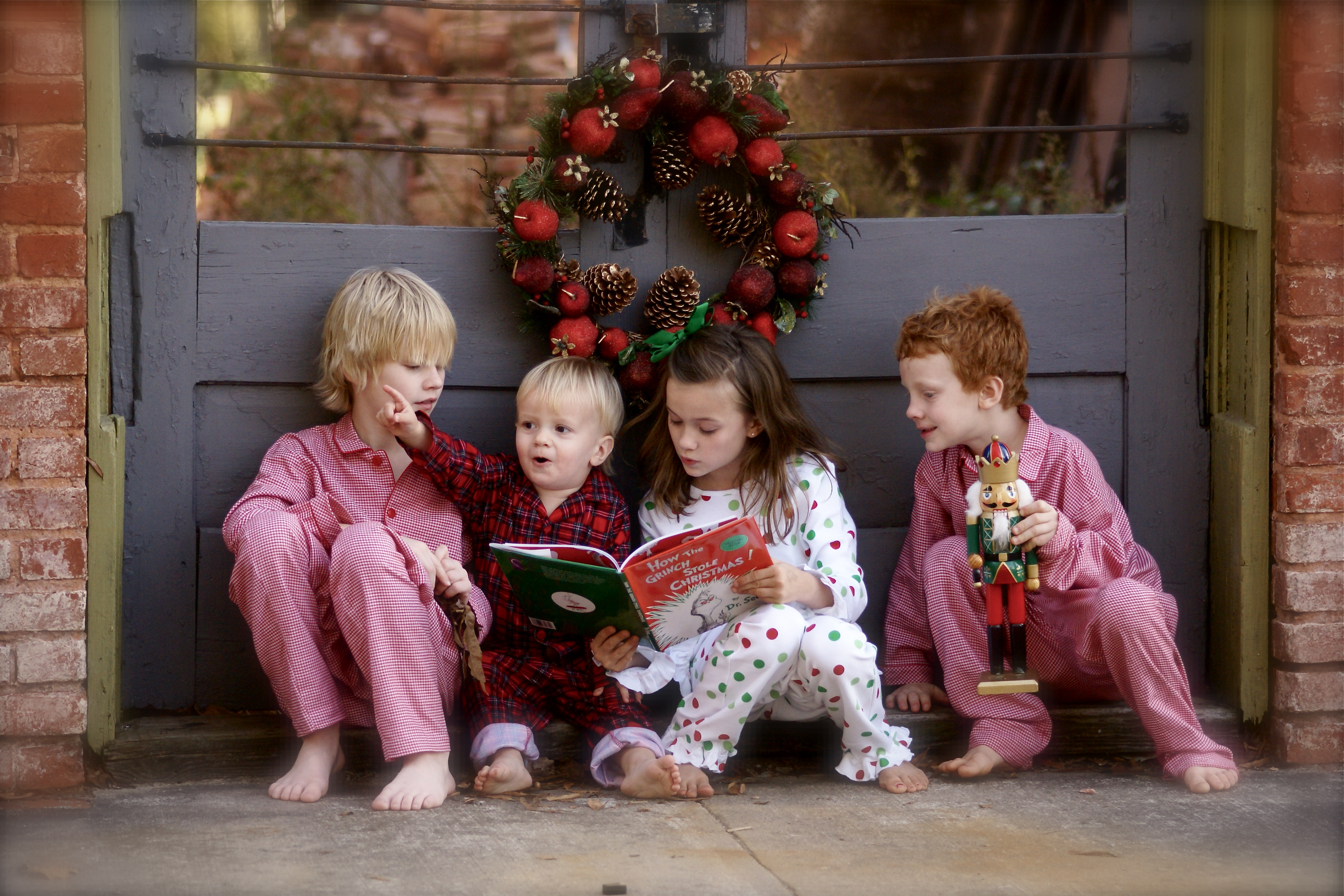
4명의 어린이들이 닥터 수스의 그린치 크리스마스를 읽고 있다.

동시에는 구비문학으로 전해 내려오는 동요와, 처음부터 어린이 독자를 가정하고 쓴 시, 어른을 위한 시이나 어린이도 읽을 수 있는 시, 루이스 캐럴의 작품과 같이 산문에서 가져온 시 등이 포함되었다.

## 같이 보기
- 시
- 동요
- 동화